# تصفيات دوري أبطال أوروبا للكرة الطائرة للسيدات 2019–20
هذه المقالة تعرض مرحلة التصفيات لدوري أبطال أوروبا للكرة الطائرة للسيدات 2019–20. ستشارك 7 فرق في جولة التصفيات، وسينضم الفريقان المتأهلان إلى 18 فريقًا آخر تأهلوا تلقائيًا إلى دور المجموعات بناءً على تصنيف بطولات الأندية الأوروبية. أما الفرق الخمسة التي سيتم إقصاؤها، فستنتقل للمنافسة في دوري أبطال أوروبا للكرة الطائرة للسيدات 2019–20.

## الفرق المشاركة
أُجريت قرعة البطولة في 26 يونيو 2019 في لوكسمبورغ.
| التصنيف | الدولة          | الفريق                 | النتيجة (تأهل إلى)   |
| ------- | --------------- | ---------------------- | -------------------- |
| 11      | جمهورية التشيك  | أولوموتس               | كأس الاتحاد الأوروبي |
| 16      | المجر           | فاساس أوبودا بودابست   | دوري الأبطال         |
| 17      | البوسنة والهرسك | بيمال-ييدينستفو برتشكو | كأس الاتحاد الأوروبي |
| 20      | أوكرانيا        | خيميك يوجني            | دوري الأبطال         |
| 22      | الجبل الأسود    | لوكا بار ‏              | كأس الاتحاد الأوروبي |
| 25      | ألبانيا         | بارتيزاني تيرانا       | كأس الاتحاد الأوروبي |
| 29      | كرواتيا         | ملادوست زغرب ‏          | كأس الاتحاد الأوروبي |

## الجولة الأولى
- لا توجد مباريات في الجولة الأولى.

## الجولة الثانية
- تتنافس 6 فرق في هذه الجولة، حيث يتأهل الفائزون إلى الجولة الثالثة، بينما تنتقل الفرق الخاسرة للمنافسة في كأس الاتحاد الأوروبي.
- حصل أولوموتس على تأهل افتراضي إلى الجولة الثالثة.

| الفريق الأول     | إجم. | الفريق الثاني          | مباراة الذهاب | مباراة الإياب | المجموعة الذهبية |
| ---------------- | ---- | ---------------------- | ------------- | ------------- | ---------------- |
| ملادوست زغرب ‏    | 3–3  | خيميك يوجني            | 3–0           | 0–3           | 8–15             |
| بارتيزاني تيرانا | 5–1  | بيمال-ييدينستفو برتشكو | 3–1           | 3–2           |                  |
| لوكا بار ‏        | 0–6  | فاساس أوبودا بودابست   | 0–3           | 0–3           |                  |

### مباراة الذهاب
| التاريخ  | التوقيت |                  | النتيجة |                        | الشوط 1 | الشوط 2 | الشوط 3 | الشوط 4 | الشوط 5 | المجموع | التقرير |
| -------- | ------- | ---------------- | ------- | ---------------------- | ------- | ------- | ------- | ------- | ------- | ------- | ------- |
| 9 أكتوبر | 20:00   | ملادوست زغرب ‏    | 3–0     | خيميك يوجني            | 25–17   | 25–17   | 27–25   |         |         | 77–59   | تقرير   |
| 9 أكتوبر | 18:00   | بارتيزاني تيرانا | 3–1     | بيمال-ييدينستفو برتشكو | 15–25   | 25–22   | 25–20   | 25–20   |         | 90–87   | تقرير   |
| 8 أكتوبر | 18:00   | لوكا بار ‏        | 0–3     | فاساس أوبودا بودابست   | 12–25   | 17–25   | 7–25    |         |         | 36–75   | تقرير   |

### مباراة الإياب
| التاريخ    | التوقيت    |                        | النتيجة |                  | الشوط 1 | الشوط 2 | الشوط 3 | الشوط 4 | الشوط 5 | المجموع | التقرير |
| ---------- | ---------- | ---------------------- | ------- | ---------------- | ------- | ------- | ------- | ------- | ------- | ------- | ------- |
| 15 أكتوبر  | 18:00      | خيميك يوجني            | 3–0     | ملادوست زغرب ‏    | 25–23   | 25–23   | 25–21   |         |         | 75–67   | تقرير   |
| Golden set | Golden set | خيميك يوجني            | 15–8    | ملادوست زغرب ‏    |         |         |         |         |         |         |         |
| 16 أكتوبر  | 19:00      | بيمال-ييدينستفو برتشكو | 2–3     | بارتيزاني تيرانا | 21–25   | 25–19   | 18–25   | 25–21   | 13–15   | 102–105 | تقرير   |
| 15 أكتوبر  | 19:00      | فاساس أوبودا بودابست   | 3–0     | لوكا بار ‏        | 25–10   | 25–19   | 25–16   |         |         | 75–45   | تقرير   |

## الجولة الثالثة
- تتنافس 4 فرق في هذه الجولة.
- الفائزون يتأهلون إلى دور المجموعات، بينما ينتقل الخاسرون للمنافسة في كأس الاتحاد الأوروبي.

| الفريق الأول         | إجم. | الفريق الثاني    | مباراة الذهاب | مباراة الإياب | المجموعة الذهبية |
| -------------------- | ---- | ---------------- | ------------- | ------------- | ---------------- |
| أولوموتس             | 3–3  | خيميك يوجني      | 2–3           | 3–2           | 13–15            |
| فاساس أوبودا بودابست | 6–0  | بارتيزاني تيرانا | 3–0           | 3–0           |                  |

### مباراة الذهاب
| التاريخ   | التوقيت |                      | النتيجة |                  | الشوط 1 | الشوط 2 | الشوط 3 | الشوط 4 | الشوط 5 | المجموع | التقرير |
| --------- | ------- | -------------------- | ------- | ---------------- | ------- | ------- | ------- | ------- | ------- | ------- | ------- |
| 22 أكتوبر | 18:10   | أولوموتس             | 2–3     | خيميك يوجني      | 25–22   | 12–25   | 25–23   | 20–25   | 13–15   | 95–110  | تقرير   |
| 23 أكتوبر | 18:00   | فاساس أوبودا بودابست | 3–0     | بارتيزاني تيرانا | 25–19   | 25–20   | 25–16   |         |         | 75–55   | تقرير   |

### مباراة الإياب
| التاريخ    | التوقيت    |                  | النتيجة |                      | الشوط 1 | الشوط 2 | الشوط 3 | الشوط 4 | الشوط 5 | المجموع | التقرير |
| ---------- | ---------- | ---------------- | ------- | -------------------- | ------- | ------- | ------- | ------- | ------- | ------- | ------- |
| 29 أكتوبر  | 18:00      | خيميك يوجني      | 2–3     | أولوموتس             | 25–18   | 25–23   | 19–25   | 24–26   | 13–15   | 106–107 | تقرير   |
| Golden set | Golden set | خيميك يوجني      | 15–13   | أولوموتس             |         |         |         |         |         |         |         |
| 31 أكتوبر  | 18:00      | بارتيزاني تيرانا | 0–3     | فاساس أوبودا بودابست | 19–25   | 17–25   | 16–25   |         |         | 52–75   | تقرير   |